# By myself (hitomiの曲)
「by myself」（バイ・マイセルフ）は、1996年8月7日に発売されたhitomiの7枚目のシングルである。規格品番はAVDD-20136。本体価格は971円。

## 解説
- 関西テレビ・フジテレビ系ドラマ『もう我慢できない!』挿入歌。
- 歌詞より、PVではhitomiが夜の街へ出かけていく設定であり、新宿駅西口地下広場（そこにある「新宿の目」が登場する）、地下鉄銀座線・半蔵門線表参道駅プラットホーム、お台場海浜公園駅テレポートブリッジ、レインボーブリッジ、また解体される前の渋谷東急文化会館が登場する。
- hitomiはドラマの台本を読みながら、ドラマの物語の続きを想像するように書いた[1]。
- テーマは「誰かを強く思った時の感じ」を表現した[1]。
- 2021年12月22日には、『Infinity avex Recordシリーズ』の一つとして、3作目のシングル「CANDY GIRL」との両A面7インチアナログ盤（AQJH-77511）が発売された[2]。

## 収録曲
作詞：hitomi / 作曲・編曲：小室哲哉 / Mixed by Chris Lord-Alge
1. by myself [STRAIGHT RUN] (4:19)
2. by myself [SUNSETSOUNDSYSTEM MIX] (4:15)
  - Mixed by GARY THOMAS WRIGHT
3. by myself [INSTRUMENTAL] (4:16)

## 楽曲の収録アルバム
- by myself (#1)
- h (#1)
- SELF PORTRAIT (#1、SELF PORTRAIT version)
- peace (#1)